# إميليو بيكسي
إميليو بيكسي (بالبرتغالية: Emílio Peixe‏) ، من مواليد 16 يناير 1973 ، وهو لاعب كرة قدم برتغالي معروف، حصل على جائزة الكرة الذهبية عام 1991م، وذلك بعد فوزها ببطولة العالم لكرة القدم للشباب، والتي أستضافتها البرتغال.

## مسيرته الكروية
خلال مسيرته الاحترافية التي امتدت خمسة عشر موسمًا، لعب إميليو بيكسي مع 6 أندية وسجل خلالها 4 أهداف ضمن 177 مباراة. حيث فاز في أربعة مواسم بالكأس وفي موسمين بالدوري.
بدأ إميليو بيكسي مسيرته مع نادي سبورتينغ لشبونة في موسم 1990–1991 ليلعب معه سبعة مواسم، مشاركًا في 124 مباراة سجل خلالها 3 أهداف. ثم انتقل إلى نادي بورتو في موسم 1997–1998 ليلعب معه أربعة مواسم، حيث شارك في 37 مباراة سجل خلالها هدفًا واحدًا. لينتقل بعدها إلى نادي ألفيركا في موسم 2001–2002 لمدة موسم واحد، مشاركًا في 7 مباريات ولم يسجل أي هدف. ثم انتقل إلى نادي بنفيكا في موسم 2002–2003 لمدة موسم واحد، مشاركًا في مباراتين ولم يسجل أي هدف أيضًا. هذا وانتقل لاحقًا إلى نادي أونياو ليريا في موسم 2003–2004 لمدة موسم واحد، مشاركًا في مباراتين ولم يسجل أي هدف أيضًا.

## وصلات خارجية
- Stats and profile at Zerozero
- Stats at ForaDeJogo
- BDFutbol profile
- إميليو بيكسي على موقع الاتحاد الدولي (مؤرشف)  (الإنجليزية)
- إميليو بيكسي على موقع قاعدة بيانات كرة القدم.إي يو (الإنجليزية)
- إميليو بيكسي على موقع ناشيونال فوتبول تيمز (الإنجليزية)
- إميليو بيكسي على موقع Soccerway.com (الإنجليزية)
- إميليو بيكسي على موقع أوليمبيديا (الإنجليزية)
- Zanziball profile (بالإيطالية)